# Apodemus epimelas
Apodemus epimelas är en däggdjursart som först beskrevs av Alfred Nehring 1902.  Den ingår i släktet skogsmöss och familjen råttdjur. 

## Beskrivning
En stor skogsmus, släktets största art i Europa med en kroppslängd av 10 till 15 cm, ej inräknat den 10 till 14,5 cm långa svansen. Arten har gråa morrhår, stora öron och gråaktig päls på ovansidan, medan buksidan är tydligt ljusare.

## Ekologi
Apodemus epimelas är aktiv under gryning/skymning och natt då den söker föda som gröna växtdelar, frön, oliv- och körsbärskärnor och enbär. Den förtär även animalisk föda, som kan utgöra en stor del av födointaget. Arten lever framför allt i torra, klippiga habitat med buskartad växtlighet, men kan även förekomma i murade konstruktioner som väggar och murar. I bergstrakter kan den nå upp till över 1 600 m.

## Utbredning
Arten förekommer i västra och södra Balkan från Kroatien, västra Bosnien och Hercegovina, södra Serbien och Montenegro över Albanien, Nordmakedonien och västra Bulgarien till Grekland. Den finns dessutom på vissa öar i Adriatiska havet.

## Status
Arten är vanlig i sitt utbredningsområde, IUCN kategoriserar den globalt som livskraftig, och populationen är stabil. Inga större hot är kända.